# Gondogeneia danai
Gondogeneia danai är en kräftdjursart som först beskrevs av Thomson 1879.  Gondogeneia danai ingår i släktet Gondogeneia och familjen Eusiridae. Inga underarter finns listade i Catalogue of Life.